# Прем'єра у Сосновці
Прем'єра у Сосновці — радянський художній телефільм режисера Аркадія Микульського, який вийшов на екрани у 1986 році.

## Сюжет
Молодий режисер Костя Сироткін після інституту культури приїжджає в село Сосновка і організовує там драмколектів. Він має на меті привернути селян до самодіяльності і поставити «Підступність і любов» Шиллера. Колгоспники, які відносяться спочатку скептично до затії режисера, поступово захоплюються театром, і постановка має величезний успіх.

## У ролях
- Володимир Шевельков — Костя Сироткін
- Ірина Жалибіна — Ніна Лихачова
- Юрій Прокоф'єв — Віктор Ватагін
- Борислав Брондуков — дядько Митя
- Ірина Буніна — Антоніна
- Петро Глєбов — Олексій Никифорович, голова колгоспу
- Геннадій Юхтін — Василь Іванович, агроном
- Володимир Олексієнко — дід Опанас
- Інна Капінос — Катя Воронцова
- Галина Довгозвяга — Люба
- Олена Ілляшенко — Тамара
- Олександр Агеєнко — Микола
- Сергій Клименко — Сергій
- Наталія Листратенко — Настя
- Катерина Брондукова — Галя
- Наталія Гебдовська — Наталія
- Ольга Блок-Миримська — епізод
- Євген Моргунов — режисер обласного театру
- Володимир Мишаков — глядач
- Марія Капніст — костюмер обласного театру
- Ніна Колчина-Бунь — епізод
- Микола Олійник — чоловік Люби
- Лідія Чащина — епізод
- Олена Чекан — епізод

## Знімальна група
- Сценарист:  Валентина Спіріна
- Режисер-постановник:  Аркадій Микульський
- Оператори-постановники: Валерій Грозак, Микола Кудрявцев
- Художник-постановник:  Петро Слабинський
- Композитор:  Олександр Злотник